# 동춘당로
동춘당로는 이름 그대로 동춘당공원 인근을 지나는 도로이다. 대전광역시 대덕구 비래동 대전나들목에서 대덕구 법동까지 이어지며, 대덕구 외곽을 지난다. 비래동에서 법동까지 경부고속도로 옆을 지난다.

## 경유지
대전나들목 - 동춘당공원 (회덕 동춘당) - 소리근린공원 - 보람아파트